# Caldearenas

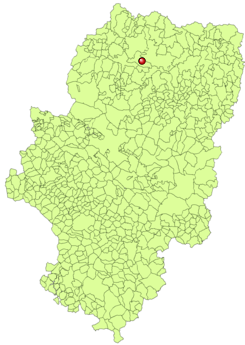
Położenie gminy na mapie Aragonii.

Caldearenas (arag. Candarenas) – gmina w Hiszpanii, w Aragonii, w prowincji Huesca, w comarce Alto Gállego.
Powierzchnia gminy wynosi 192,3 km². Zgodnie z danymi INE, w 2005 roku liczba ludności wynosiła 267, a gęstość zaludnienia 1,38 osoby/km². Wysokość bezwzględna gminy równa jest 650 metrów. Współrzędne geograficzne gminy to 42°24'0"N, 0°30'0"E. Kod pocztowy do gminy to 22840.